# Michal Šeps
Michal Šeps (* 4. prosinec 1994 Trutnov) je český zpěvák známý svou účastí ve druhé řadě soutěže Česko Slovenská SuperStar. V této soutěži se probojoval až do finále, které se konalo 30. května 2011, a ve kterém prohrál se slovenským zpěvákem Lukášem Adamcem a Gabrielou Gunčíkovou. Jeho oblíbený hudební žánr je reggae, které však obohacuje o křesťanské texty a věnuje se mu dodnes.
Těsně po skončení soutěže přišel Michal s první autorskou skladbou Setkání s králem a na podzim roku 2011 založil kapelu Zimmer Frei, kde byl frontmanem. S kapelou účinkoval na několika koncertech, ale nevzniklo žádné CD. Kapela v roce 2014 zanikla, ale Michal v hudbě pokračoval dál a vydal singl Kréta s videoklipem.
Od roku 2014 do července roku 2016 vystupoval s kapelou Tewahedo MoM, jejímiž členy byli Petr Kumandžas (basová kytara), Jiří Egrt (kytara) a Ondřej Moravec (bicí). Z důvodu politického nesouhlasu kapelníků s výběrem kmotra desky, jímž měl být Jarek Nohavica, se kapela krátce před křtem CD "On přijde" rozpadla.
Od vydání CD vystupuje Michal s kapelami Regiment a Michal Šeps Acoustic Trio.